# Esquadrão N.º 32 da RAF

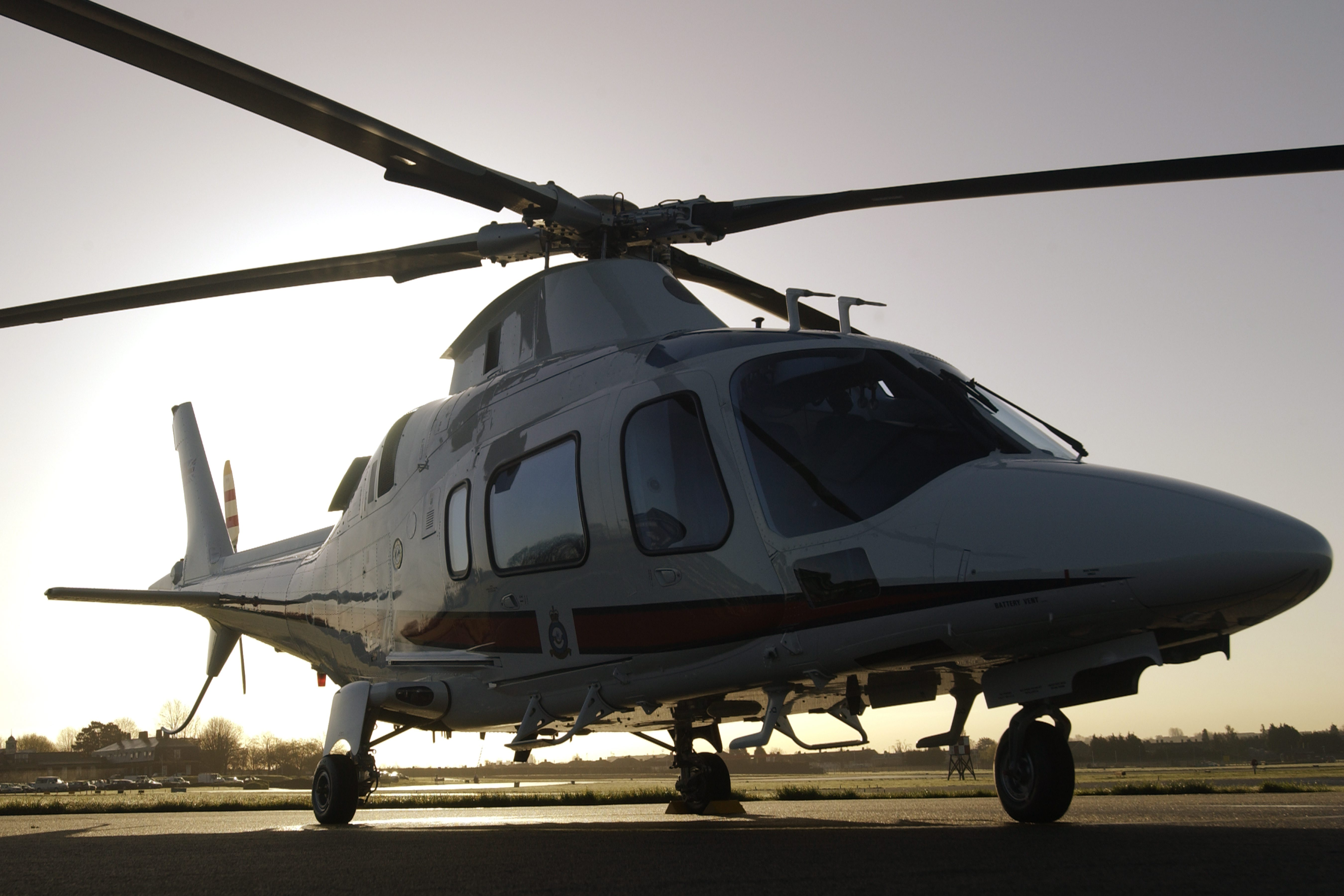
Helicóptero Agusta A109 operado pelo voo “B” do 32 (The Royal) Sqn, baseado na RAF Northolt, visto em um reabastecimento e passeio matinal.

O Esquadrão N.º 32 (em inglês No. 32 (The Royal) Squadron) da Real Força Aérea opera nas funções VIP e de transporte aéreo geral a partir da Base aérea de Northolt, na Grande Londres.
Originalmente formado em 1916 como parte do Real Corpo Aéreo, o esquadrão entrou em acção durante a Primeira e a Segunda Guerras Mundiais com aviões de combate aéreo, mas foi dissolvido em 1969. O Metropolitan Communications Squadron, envolvido na função de transporte VIP, foi rebaptizado como Esquadrão N.º 32 nessa altura. Em 1995 o esquadrão foi fundido com a Esquadrilha da Rainha e incorporou o título de 'The Royal' no seu nome. Neste momento, o esquadrão mudou-se da Base aérea de Benson para a Base aérea de Northolt, onde permanece.

### Primeira Guerra Mundial
O Esquadrão N.º 32 foi formado como parte do Real Corpo Aéreo no dia 12 de janeiro de 1916 em Netheravon, e mudou-se para a França como um esquadrão de caças equipado com aviões Airco DH.2s. A 1 de julho de 1916 o seu comandante, o Major Lionel Rees, travou um combate aéreo com oito aviões Albatros alemães de dois lugares e, embora ferido na perna, conseguiu infligir danos na formação alemã, destruindo dois dos inimigos, uma acção para a qual ele foi premiado com a Cruz Vitória.
O esquadrão continuou a fazer patrulhas por um ano na Frente Ocidental, incluindo nos campos de batalha de Somme e Arras, antes de começar a ser reequipado com aviões Airco DH 5, especializando-se em missões de ataque ar-solo. Estes, por sua vez, começaram a ser substituídos pelo S.E.5a em dezembro de 1917, aeronave usada pelo resto da guerra em missões de combate aéreo e de ataque ao solo. No dia 1 de abril de 1918 o esquadrão passou a fazer parte da nova Real Força Aérea. Em março de 1919 voltou ao Reino Unido como cadre e foi dissolvido a 29 de dezembro de 1919. Durante a guerra recém-terminada, dezasseis ases serviram nas suas fileiras. Eles incluíram: futuro Marechal da Força Aérea Arthur Coningham DSO, MC, DFC; Walter Tyrrell, MC; Arthur Claydon, DFC; John Donaldson, DSC, DFC, CdG; Wilfred Green, DFC, MM, CdG; Frank Hale, DFC; Hubert Jones, MC, AFC; William Curphey, MC; Maxmillian Mare-Montembault, MC; e George Lawson, DFC.

### Período entreguerras
O esquadrão voltou a ser formado a 1 de abril de 1923 na Base aérea de RAF como uma esquadrilha de caças Sopwith Snipe. Uma segunda esquadrilha foi formada a 10 de dezembro de 1923 e uma terceira trouxe o esquadrão à força a 1 de junho de 1924. Em ouutbro de 1938 o esquadrão já estava equipado com caças Hawker Hurricane.

### Segunda Guerra Mundial
Em maio de 1940 o esquadrão voou patrulhas sobre o norte da França e participou da defesa do sudeste da Inglaterra com base na Base aérea de RAF, contudo operando diariamente a partir do seu campo de aviação na Base aérea de Hawkinge, perto de Folkestone, durante as primeiras semanas da Batalha da Grã-Bretanha. O esquadrão mudou-se para o norte da Inglaterra no final de agosto de 1940. Os Huricane do esquadrão tiveram pouca acção ao longo de 1941, mas tentaram, sem sucesso, escoltar os biplanos Fairey Swordfish Esquadrão Aeronaval N.º 825 durante a sua tentativa condenada de parar os navios de guerra alemães Scharnhorst, Gneisenau e Prinz Eugen durante a Operação Cerberus a 12 de fevereiro de 1942, e, em seguida, realizou uma série de operações nocturnas de intrusão antes de ser enviado para o exterior.
Após a Operação Tocha, a invasão anglo-americana do Norte da África, em dezembro de 1942, o Esquadrão N.º 32 foi colocado com seus Huricane na Argélia, convertendo-se para caças Supermarine Spitfire em julho de 1943. As operações incluíram uma colocação na Grécia, onde o esquadrão participou na Guerra Civil Grega de setembro de 1944 a fevereiro de 1945.